# 蕭時豐
蕭時豐（1598年—？），字穉德，广东潮州府澄海县人，明朝政治人物。同进士出身。

## 生平
萬曆四十年（1612年）壬子科廣東鄉試第二十二名舉人，崇禎十年（1637年），登丁丑科进士，吏部觀政，本年六月授任福建莆田县知县，十一年改任府學教授，十四年升國子監助教，十六年升戶部山西司主事。